# A Batalha dos Três Reis
A Batalha dos Três Reis é um filme português de 2005 realizado por Miguel Gonçalves Mendes.
Este recorda a Batalha de Alcácer Quibir e o seu elenco foi inspirado em "O Rei de Sempre, Tragédia Nossa" de António Patrício, "El-Rei Sebastião" de José Régio e "Jogata Sétima"» de Mário Sério.

## Elenco
- Paulo Pinto... David
- Rita Loureiro... Laura
- João Cabral... Vasco
- Jamal... Mustafá